# Semproniae
Semproniae ('Semprònies') és el nom donat a les lleis aprovades a proposta dels Gracs, Tiberi Semproni Grac (133 aC) i el seu germà Gai Semproni Grac (123 aC), tribuns de la plebs en aquells anys. Les lleis dels Gracs van produir molta agitació a la societat romana perquè defensaven els drets populars, i al seu temps van ser considerades revolucionàries per l'aristocràcia.